# Adam Siemuszowski
Adam Siemuszowski (Siemuszewski, Siemuchowski) herbu Starykoń – podstarości lwowski w latach 1560–1566, podstarości przemyski w latach 1555–1558, podsędek przemyski w latach 1552–1554.
Poseł na sejm piotrkowski 1558/1559 roku, sejm piotrkowski 1562/1563 roku z województwa ruskiego.